# Fylaktó (Évros)
Fylaktó (grec moderne : Φυλακτό) est une localité située dans le dème de Souflí, dans le district régional d'Évros, dans la périphérie de Macédoine-Orientale-et-Thrace, en Grèce.
La localité appartient au district municipal de Tycheró. Selon le recensement de 2021, elle compte 197 habitants.